# Scunthorpe (stacja kolejowa)
Scunthorpe – stacja kolejowa w Scunthorpe, w Lincolnshire, w Anglii, w Wielkiej Brytanii. Stacja znajduje się niedaleko centrum miasta na Station Road.